# Endoxyla eremonoma
Endoxyla eremonoma is een vlinder uit de familie van de Houtboorders (Cossidae). De wetenschappelijke naam van de soort is voor het eerst gepubliceerd in 1906 door Alfred Jefferis Turner.
De soort komt voor in Australië (Zuid-Australië).